# Landelijke fietsroute 18
De Landelijke fietsroute 18 of LF18 is een LF-route in het oosten van Nederland tussen Ommen en Denekamp, een route van ongeveer 60 kilometer. Het is een relatief korte verbindingsroute en heeft daarom geen naam.
Het fietspad ligt in de provincie Overijssel tussen Salland en Twente.
De route van Ommen naar Denekamp heeft het nummer LF18a en de route van Denekamp  naar Ommen LF18b.